# Don Brien
Don Brien (Halifax, 1 de septiembre de 1959) es un deportista canadiense que compitió en piragüismo en la modalidad de aguas tranquilas. Ganó una medalla de bronce en el Campeonato Mundial de Piragüismo de 1985 en la prueba de K2 1000 m.
Participó en dos Juegos Olímpicos de Verano en los años 1984 y 1988, su mejor actuación fue una noveno puesto logrado en Los Ángeles 1984 en la prueba de K4 1000 m.

## Palmarés internacional
| Campeonato Mundial | Campeonato Mundial | Campeonato Mundial | Campeonato Mundial |
| Año                | Lugar              | Medalla            | Evento             |
| ------------------ | ------------------ | ------------------ | ------------------ |
| 1985               | Malinas (Bélgica)  | Medalla de bronce  | K2 1000            |